# 陷边链珠藤
陷边链珠藤（学名：Alyxia marginata）是夹竹桃科念珠藤属的植物。分布在越南以及中国大陆的云南等地，生长于海拔150米至1,800米的地区，多生在山地混交林中或石山上，目前尚未由人工引种栽培。

## 种下等级
- Alyxia funingensis Tsiang et P. T. Li